# Manoel Caetano Bandeira de Mello
Manoel Caetano Bandeira de Mello (Caxias, 30 de julho de 1918 - Rio de Janeiro, 8 de maio de 2008) foi um proeminente poeta, ensaísta, advogado, jornalista, professor, tradutor e servidor público federal brasileiro. Membro da Academia Maranhense de Letras, onde ocupou a Cadeira nº 11, destacou-se por uma vasta produção literária e por sua atuação em importantes órgãos culturais e administrativos do país, como o Conselho Federal de Cultura, no qual exerceu o cargo de Secretário-Geral. Sua trajetória multifacetada evidencia uma figura intelectualmente versátil e influente no panorama cultural e administrativo brasileiro do século XX.

## Biografia

### Primeiros Anos e Formação
Manoel Caetano Bandeira de Mello nasceu na cidade de Caxias, no estado do Maranhão, em 30 de julho de 1918. Sua infância e adolescência transcorreram em São Luís, capital do estado, onde iniciou seus estudos jurídicos. Aos 19 anos, em 1938, mudou-se para o Rio de Janeiro, então capital federal e um efervescente centro cultural, para concluir sua formação em Direito. Essa mudança para o principal polo intelectual do país foi determinante para o desenvolvimento de sua carreira multifacetada, oferecendo oportunidades e conexões cruciais.
Ainda em São Luís, demonstrou cedo seu pendor para as letras, participando ativamente do Cenáculo Graça Aranha. Com apenas 17 anos, escreveu seu primeiro livro, o ensaio Estética na obra de Machado de Assis, publicado em 1936 pela Federação das Academias de Letras do Brasil. Esta obra precoce sobre um dos maiores nomes da literatura brasileira já sinalizava a maturidade intelectual e o interesse pela crítica literária que marcariam sua trajetória.

### Carreira Jornalística
Bandeira de Mello iniciou sua carreira jornalística em São Luís. Ao se estabelecer no Rio de Janeiro, passou a colaborar com o influente semanário de letras Dom Casmurro. Sua atuação na imprensa carioca consolidou-se com o cargo de redator-chefe do jornal Gazeta de Notícias, que exerceu entre 1951 e 1955. Também foi responsável pela seção "Semana Ilustrada" no O Jornal, um dos principais veículos dos Diários Associados.
Durante o período conturbado da Segunda Guerra Mundial (1939 - 1945), Bandeira de Mello trabalhou como jornalista para as agências de notícias internacionais Havas e Reuters. Essa experiência em agências de grande porte, em um contexto de conflito global, certamente lhe proporcionou uma visão ampla e habilidades jornalísticas apuradas, que se mostrariam valiosas em suas futuras atividades.

### Serviço Público Federal
A trajetória de Manoel Caetano Bandeira de Mello no serviço público federal foi marcada por uma ascensão gradual e pela ocupação de cargos de relevo. Ingressou por concurso como redator do Departamento Administrativo do Serviço Público (DASP), sendo lotado na Agência Nacional. Na Agência Nacional, chefiou o Serviço de Imprensa entre 1947 e 1950.
Posteriormente, assumiu a diretoria do Serviço de Documentação do DASP, cargo que ocupou de 1956 a 1961. Durante sua gestão neste serviço, foi relator-geral do V Congresso Nacional dos Municípios e apresentou uma tese sobre "O município e o concurso" no II Congresso Ibero-Americano de Municípios, realizado em Lisboa em 1959. Sua carreira no DASP incluiu ainda a direção da Divisão de Informações (1964 - 1967) e o exercício interino da direção-geral da Agência Nacional.
O ápice de sua contribuição no âmbito cultural governamental foi sua atuação como Secretário-Geral do Conselho Federal de Cultura (CFC). Esteve presente e discursou na sessão de instalação do CFC em 27 de fevereiro de 1967, ao lado de figuras como o então presidente Humberto Castelo Branco. Seu discurso inaugural foi publicado no primeiro volume da revista "Cultura", editada pelo próprio CFC, em julho de 1967. Manteve-se como Secretário-Geral fixo do conselho pelo menos durante o período de 1971 a março de 1974, demonstrando sua relevância na condução da política cultural brasileira da época.

### Carreira Acadêmica
Paralelamente às suas atividades na imprensa e no serviço público, Manoel Caetano Bandeira de Mello dedicou-se ao magistério. Foi professor adjunto de Literatura do então Curso Superior de Biblioteconomia da Biblioteca Nacional. Seu nome também consta entre os professores com curso de aperfeiçoamento ligados à Escola de Biblioteconomia e Documentação Santa Úrsula da Pontifícia Universidade Católica do Rio de Janeiro. Esta vertente acadêmica, focada na organização e disseminação do conhecimento, dialogava com sua experiência prática no Serviço de Documentação do DASP e sua vasta produção ensaística.

### Atividades Internacionais e Afiliações
A projeção de Bandeira de Mello estendeu-se ao cenário internacional. Participou da Conferência Pan-Americana em Bogotá, Colômbia, no ano de 1948. Em 1959, foi o relator-geral do II Congresso Ibero-Americano de Municípios, realizado em Lisboa, Portugal. No ano seguinte, 1960, esteve presente no Encontro Interamericano de Municípios em San Diego, Califórnia, EUA. Em 1966, representando a Agência Nacional, foi enviado à Assembleia Geral da Organização das Nações Unidas (ONU).
No Brasil, foi membro fundador do Sindicato dos Jornalistas Profissionais e do Sindicato dos Escritores do Rio de Janeiro, demonstrando seu engajamento com as causas e a organização de suas classes profissionais.

### Academia Maranhense de Letras
Apesar de radicado no Rio de Janeiro, Manoel Caetano Bandeira de Mello manteve fortes laços com seu estado natal, o Maranhão. Em 1º de agosto de 1959, foi eleito para a Cadeira nº 11 da Academia Maranhense de Letras (AML). Sua posse ocorreu em 21 de janeiro de 1963, sendo recebido pelo confrade Vera-Cruz Santana. O patrono da Cadeira nº 11 é o renomado historiador e literato maranhense João Francisco Lisboa. Bandeira de Mello sucedeu o escritor Nascimento Moraes na referida cadeira. Sua eleição para a AML, mesmo à distância, atesta o reconhecimento de sua importância para as letras maranhenses.

### Falecimento
Manoel Caetano Bandeira de Mello faleceu na cidade do Rio de Janeiro em 8 de maio de 2008, aos 89 anos.

## Prémios e Reconhecimentos
Ao longo de sua profícua carreira, Manoel Caetano Bandeira de Mello recebeu diversas distinções, que atestam o impacto de sua obra e atuação:
- Prêmio Olavo Bilac (Poesia) da Academia Brasileira de Letras, em 1969, por seu livro Canções da morte e do amor. Este é um dos mais prestigiosos galardões literários do Brasil, o que sublinha a qualidade de sua produção poética.
- Cidadão Honorário de Petrópolis.
- Cidadão Honorário do Estado da Guanabara.[1]
- Cidadão Honorário do estado norte-americano do Texas.[1]
- Ano Manoel Caetano Bandeira de Mello, declarado em 2018 pela Academia Caxiense de Letras, em comemoração ao seu centenário de nascimento, reforçando seu legado em sua terra natal.

A diversidade destes reconhecimentos, abrangendo esferas literárias, cívicas locais e até internacionais, evidencia o respeito e a admiração que granjeou em suas múltiplas áreas de atuação.

## Obras
A produção literária de Manoel Caetano Bandeira de Mello é vasta e abrange poesia, ensaios e trabalhos sobre o serviço público. Sua obra demonstra uma contínua atividade intelectual por mais de seis décadas.

### Poesia
- A viagem humana. Rio de Janeiro: Leitura, 1960.[1][10]
- O mergulhador. Rio de Janeiro: Leitura, 1963.[1]
- Canções da morte e do amor. Rio de Janeiro: José Olympio, 1968.[1]
- Da humana promessa. Rio de Janeiro: Imago/INL, 1976.[1]
- Uma canção à beira-mar. Rio de Janeiro: Cátedra/INL, 1977.[1]
- Durante o canto. Rio de Janeiro: Cátedra/INL, 1978.[1]
- A estrada das estrelas. Rio de Janeiro: Cátedra/INL, 1981.[1]
- Da constante canção. Rio de Janeiro: Cátedra/INL, 1983.[1]
- Outono Estação de Amor. Rio de Janeiro: José Olympio; São Luís: Secretaria da Cultura do Estado do Maranhão, 1987.
- Antologia Poética. São Luís: Edições AML/SIOGE, 1994.[1]
- Após a solidão de certas horas. Prefácio de Josué Montello. Orelhas e Perfil Biobibliográfico por Jomar Moraes. Retrato a bico-de-pena por Luís Jardim. São Luís: Edições AML, 2001.[1][11][12]
- Soneto da Saudade (poema individual, publicado postumamente em coletânea ou revista em 2015/2016).

### Prosa (Ensaios e Outros)
- Estética na obra de Machado de Assis. Rio de Janeiro: Federação das Academias de Letras do Brasil, 1936.[1]
- O centenário das “Origem das espécies”. Rio de Janeiro: Serviço de Documentação do DASP, 1960.[1][13]
- O município e o concurso. Rio de Janeiro: D.A.S.P., Serviço de Documentação, 1960. (Tese apresentada ao II Congresso Ibero-Americano de Municípios, Lisboa, 1959).[4]
- O romance contra o mito: Os tambores de São Luís. São Luís: Ed. SIOGE, 1978.[1]

### Obras sobre o Serviço Público Federal e Traduções
Conforme sua biografia na Academia Maranhense de Letras, Manoel Caetano Bandeira de Mello também foi autor de obras sobre o Serviço Público Federal e realizou diversas traduções, embora estas não sejam detalhadas na fonte.
A cronologia e a diversidade temática de suas publicações, que vão desde a crítica literária na juventude, passando por uma extensa obra poética de tom lírico e reflexivo, até ensaios sobre ciência e administração pública, refletem a amplitude de seus interesses e sua notável evolução intelectual ao longo de uma carreira que se estendeu por mais de seis décadas.